# De Long Mountains
Die De Long Mountains sind ein Gebirgszug der Brookskette im Nordwesten von Alaska in den Vereinigten Staaten.
Die De Long Mountains bilden das westliche Ende der Brookskette. Sie erstrecken sich über eine Länge von 240 km in Nord-West-Richtung. Im Westen endet die Gebirgskette knapp 50 km von der Küste der Tschuktschensee entfernt. Im Osten findet das Gebirge seine Fortsetzung in den Schwatka Mountains. Die Nahtstelle bildet der Flusslauf des Kuna River, ein Nebenfluss des Colville River. Das Gebirge wird nach Süden zum Noatak River entwässert, der zwischen den De Long Mountains und den weiter südlich gelegenen Baird Mountains nach Westen fließt. Die West- und die westliche und zentrale Nordflanke des Gebirges werden von den Flüssen Wulik River, Kivalina River, Kukpuk River, Kukpowruk River, Kokolik River und Utukok River zur Tschuktschensee hin entwässert. Der östliche Teil der Nordflanke liegt im Einzugsgebiet des Colville River, der zur Beaufortsee fließt. Nördlich des Gebirgszugs erstreckt sich die arktische Tundralandschaft der North-Slope-Region.
Der höchste Berg der Bergkette ist der Black Mountain mit 1505 m.
Die De Long Mountains wurden 1886 von Lieutenant G. M. Stoney (U.S. Navy) nach dem Polarforscher George W. De Long (1844–1881) benannt.
Die Südflanke der De Long Mountains liegt fast vollständig innerhalb des Schutzgebiets Noatak National Preserve. Im äußersten Südwesten der Baird Mountains befindet sich die Red Dog Mine (⊙), die größte Zink-Mine der Welt.

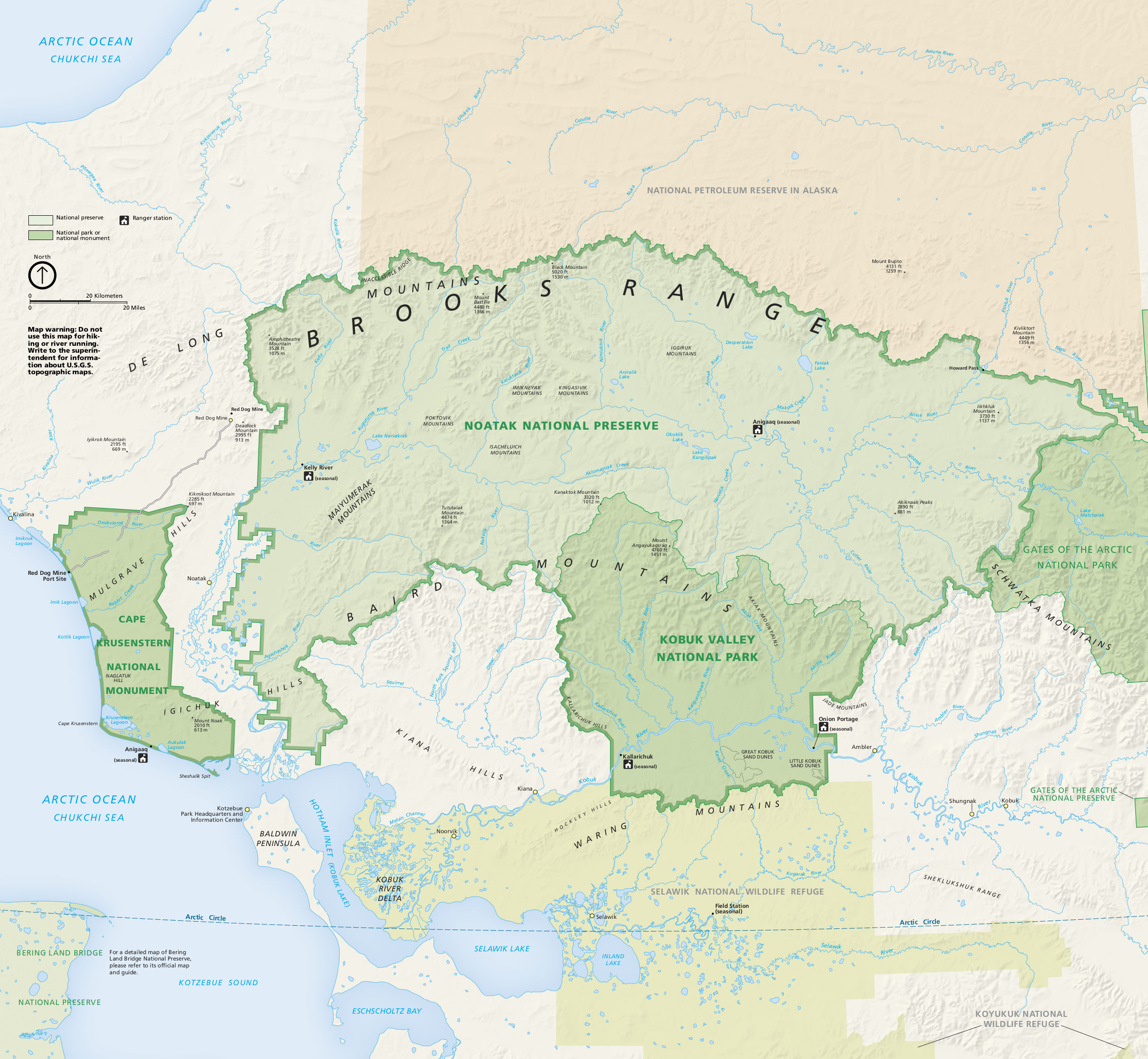
Karte der Noatak National Preserve mit den De Long Mountains an deren Nordrand.

## Berge
Im Folgenden eine Liste von benamten Gipfeln der De Long Mountains:
- Black Mountain 1505 m (⊙)
- Mount Bastille 1350 m (⊙)
- Copter Peak 1295 m (⊙)
- Misheguk Mountain 1225 m (⊙)
- Tingmerkpuk Mountain 1159 m (⊙)
- Amphitheatre Mountain 1075 m (⊙)
- Deadlock Mountain 908 m (⊙)

Einen Gebirgskamm der De Long Mountains bildet die 11 km in WSW-ONO-Richtung verlaufende bis zu 1246 m hohe Inaccessible Ridge (⊙).